# Fort du Grand Langoustier
Le fort du Grand Langoustier est un ouvrage militaire français situé sur l'île de Porquerolles (Var) qui a été édifié au XVIIe siècle et inscrit à l'inventaire supplémentaire des monuments historiques en 1989. Restauré entre 2006 et 2010, il est aujourd'hui ouvert à la visite uniquement pour les journées européennes du patrimoine. 

## Situation
Le fort se situe à l’extrémité ouest de l’île de Porquerolles, sur la pointe du Grand Langoustier. Il surplombe l’anse de Port Fay et fait face à l’embarcadère de la Tour Fondue sur la presqu'île de Giens. Les îles du Petit Langoustier, du Grand Ribaud et du Petit Ribaud s’intercalent entre eux. Le fort se trouve à environ 3,4 km du continent, il est bâti sur des schistes argileux gris ou noirs, tendres et mêlés de feuillets de quartz .   

## Description
Le fort est constitué d'une tour carrée d'artillerie de forme pyramidale, élevée sur deux niveaux plus une terrasse. Le rez-de-chaussée, qui servait de magasin à poudre, ainsi que le
premier niveau, sont voutés. Un escalier à vis relie l’étage à la terrasse. Le chemin de ronde périphérique est bordé d'un parapet percé de créneaux de fusillade et comporte une bretèche qui assure la défense verticale de l’entrée. Il est doté d'une enceinte polygonale percée de créneaux de fusillade. 
En 1793 quatre plateformes pour canons de gros calibre sont ajoutées.

## Histoire
La construction du fort a eu lieu entre 1633 et 1640, elle est attribuée à Richelieu. Les Anglais occupent l’île en 1793 mais le Grand Langoustier fut relativement épargné. En 1810, dans le cadre du blocus continental et sous l'impulsion de Napoléon Ier on perce un couloir d'accès direct à l'étage inférieur de la tour (face N.O.) pour la desserte du magasin à poudre. L'armement est alors très insuffisant : il se compose de deux canons de 36 et de deux de 12 servis par 15 canonniers et 50 fantassins. On ajoute donc à proximité la batterie de « l'Avancée et du Sud-ouest », avec deux canons de 36 et deux de 12.
En 1815, après la chute de l'Empire, l'ouvrage est mis en veilleuse. C’est en 1841, que la Commission Mixte d'Armement des Côtes propose un armement de deux canons de 36 et deux obusiers servis par 20 hommes à la batterie de l'Avancée, avec un corps de garde. En 1847, la Commission de révision propose de regrouper l'armement dans une seule batterie neuve adossée au fort. L’exécution des travaux et la mise en place de l'armement s’étale de 1847 à 1849. En 1858, la création de l'artillerie rayée impose de remplacer les pièces par des matériels identiques, modifiés en usine.
La batterie est déclassée en 1874 lors de la mise en service des nouveaux ouvrages de la Repentance et de Giens (l885), armés de canons beaucoup plus puissants. Le fort perd sa qualité d’ouvrage actif en 1883.

## Renaissance du fort
Abandonné depuis 1875, une première action de sauvegarde est lancée à l'initiative de l'association Protee en 1989. 
En 1998, le docteur Paul Vuillard engage d’importants travaux de restauration du fort avec l’accord de la Marine nationale et l’appui du parc national de Port-Cros et de l'architecte des bâtiments de France. En 2006, le fort est affecté au Conservatoire du littoral qui renouvelle pour 30 ans la convention de gestion avec le parc national de Port-Cros et le docteur Paul Vuillard.